# Dyland
Carlos Castillo Cruz, más conocido por su nombre artístico Dyland (n. 5 de septiembre de 1986), es un rapero, cantante y compositor puertorriqueño de Reguetón. Fue integrante del dúo Dyland & Lenny en los años 2009-2013.

## Biografía
Dyland nombre artístico de Carlos Castillo Cruz, nació en Puerto Rico. Antes de ser cantante y de unirse a Lenny, era jugador de baloncesto, deporte por el cual recibió una beca en Florida Air Academy en Melbourne (Florida), hasta que posteriormente llega su interés por la música.
Sobre lo sucedido el cantante expresó:

«"El que estaba navegando por esos rumbos era mi primo, quien me hizo que lo acompañara a un estudio". "Los productores me dijeron ‘tienes corte de artista, entra a la cabina y muéstranos algo’. Me metí y empecé a improvisar un rap".»

## Carrera musical

### Como dúo
Después de decidirse adentrarse al mundo de la música le propone a Lenny (Julio Manuel Gonzáles Tavarez) formar un dúo. Por aquel tiempo Lenny también era jugador de baloncesto, dónde fue becado por la Universidad del Sagrado Corazón en Santurce, pero posteriormente una lesión en su espalda lo alejó del baloncesto y lo llevó a tomar interés por la música, llegándose a formar el dúo Dyland & Lenny. Debutaron el ambiente musical con el disco «La camada de leones» que finalmente no salió al mercado, pero les permitió darse a conocer en la industria musical.
Al tiempo, firman contrato con Luny Tunes, su primer tema de este dúo se tituló «Huele a rosa» perteneciente al álbum Calle 434 de los productores Luny Tunes, lanzado en 2008. En 2010 estrenaron su primer álbum debut My World que estuvo producido por los productores Luny Tunes. En 2013 estrenan su segunda producción discográfica titulada My World 2 y ese mismo año dúo se disuelve y ambos deciden continuar su carrera como solista.
En 2014 fueron nominados como Dúo Revelación en los Premios Lo Nuestro.

### Como solista
Tras la separación como dúo, Dyland comienza su carrera como solista, perteneciente a compañía discográfica Duars Entertainment estrenando el sencillo «Llegó la noche» con la colaboración de JKing & Maximán. Además colaboró en pistas de otros cantantes como Franco el Gorila, Arcángel y Yomo.[cita requerida]
Posteriormente se muda a Perú e ingresa a Minka Records. En mayo de 2018 estrena su primer sencillo como solista y sin colaboración llamado «Ruleta rusa» perteneciente a su álbum CanDyland, el cual nunca salió.

## Premios y nominaciones

### Como dúo
| Año  | Premio                                | Galardón                                           | Nominación   | Resultado | Ref.          |
| ---- | ------------------------------------- | -------------------------------------------------- | ------------ | --------- | ------------- |
| 2013 | Premios Billboard de la música latina | Latin Rhythm Songs - Artista del Año, Dúo o Grupo  | Ellos mismos | Nominado  | [ 17 ]        |
| 2014 | Premios Billboard de la música latina | Latin Rhythm Albums - Artista del Año, Dúo o Grupo | Ellos mismos | Nominado  | [ 18 ]        |
| 2014 | Premio Lo Nuestro                     | Álbum del Año - Urban                              | My World 2   | Nominado  | [ 12 ] [ 13 ] |

## Discografía

### Álbumes de estudio
Con Dyland & Lenny
- 2010: My World
- 2013: My World 2